# Order Ruchu Oporu 1940–1944
Order Ruchu Oporu 1940–1944 (luks. Ordre de la Résistance 1940–1944) – luksemburskie odznaczenie z okresu II wojny światowej.
Odznaczenie zostało ustanowione przez wielką księżnę Luksemburga Charlotte w dniu 30 marca 1946 roku jako odznaczenie dla wyróżnienia obywateli Luksemburga uczestniczących w walce przeciwko okupacji niemieckiej w ruchu oporu.
Odznaczenie posiadało dwa stopnie: Krzyż Orderu  i Medal Orderu.

## Zasady nadawania
Order był nadawany obywatelom Luksemburga, którzy w okresie od 10 maja 1940 do 1944 roku działali w ruchu oporu na terenie Luksemburga oraz innych państw koalicji antyhitlerowskiej. Odznaczenie nadawano osobą cywilnym, które wyróżniły się w działaniach skierowanych przeciwko okupacji niemieckiej, w organizacji ruchu oporu.  W wyjątkowych przypadkach mógł być nadawany również cudzoziemcom, gdy spełniali ogólne warunki nadania i działali na terenie Luksemburga. Odznaczenie mogło być nadawane pośmiertnie.
Odznaczenie było nadawane przez Wielką Księżną na wniosek Ministra Spraw Wewnętrznych po zasięgnięciu opinii Kapituły Orderu utworzoną w myśl tego dekretu. W dniu 27 maja 1967  zmieniono dekret o odznaczeniu, w myśl którego opinię o nadaniu odznaczenia musi opiniować Narodowa Rada Ruchu Oporu – organizacja zrzeszająca uczestników ruchu oporu w Luksemburgu. Kolejna zmiana ustawy o tym orderze miała miejsce w dniu 24 grudnia 2003 roku. Wówczas zakończono nadawanie odznaczenie drugiego stopnia – Medali Orderu, natomiast nadal możliwe jest nadawanie Krzyża Orderu. 

## Opis odznaki
Odznaką Orderu Ruchu Oporu 1940–1944 pierwszego stopnia jest Krzyż Orderu, który ma postać krzyża maltańskiego, w którego środku umieszczona jest duża okrągła tarcza. Między ramionami krzyża wychodzą promienie kończące się na łańcuchu, który otacza krzyż. Na awersie na tarczy znajduje się wizerunek ukoronowana głowa lwa z herbu Luksemburga. Na górze tarczy są daty 1940 i 1944, a na dole napis JE MAINTIENDRAI (pol. wytrzymaj – motto dynastii Orańskiej, z której pochodziła księżna). Na rewersie w tarczy jest natomiast duża litera R (od słowa résistance – pol. ruch oporu). Odznaka Krzyża Orderu ukoronowana jest monogramem wielką księżnę Luksemburga Charlotte. 
Odznaką drugiego stopnia, czyli Medalu Orderu jest okrągły medal. Na awersie znajduje się ukoronowany stojący lew z herbu Luksemburgu. Otoczony jest on przerwanym łańcuchem. Na rewersie znajduje się monogram wielką księżnę Luksemburga Charlotte oraz daty 1940 – 1944 oraz napis JE MAINTIENDRAI.
Odznaki obu stopni wykonane są z brązu i mają naturalny kolor metalu.
Medal zawieszony jest na wstążce w kolorze czerwonym z białymi prążkami, po bokach wąskie paski koloru niebieskiego również z białymi prążkami.